# Linaria tuberculata
Linaria tuberculata är en grobladsväxtart som beskrevs av David A. Sutton. Linaria tuberculata ingår i släktet sporrar, och familjen grobladsväxter. Inga underarter finns listade i Catalogue of Life.